# Szung Csiang
Szung Csiang (kínaiul: 宋江; pinyin hangsúlyjelekkel: Sòng Jiāng) egy kevéssé dokumentált felkelés vezetője volt a Szung (Song)-dinasztia idején, Huj-cung (Huizong) császár uralkodásának (ur. 1100-1135) vége felé, a 12. században. Alakját a nagy hatású Ming-kori regény, a Vízparti történet tette halhatatlanná, melynek egyik főszereplője, és amelynek központi témája az általa vezetett felkelés.

## Szerepe a felkelésben
A felkelés a Santung (Shandong)-béli Liangsan (Liangshan) 梁山 mocsár vidékére kitelepült vándor rablók és banditák megszervezésével kezdődött. A lázadók eredeti vezére Csao Kaj (Chao Gai) 晁蓋 / 晁盖 volt, aki a rablóvezér Vang Lun (Wang Lun)tól vette át a hatalmat. Még Csao Kaj (Chao Gai) életében Szung Csiang (Song Jiang) a felkelés eszmei vezére, majd halála után tényleges formális vezére lett. A felkelés kiterjedéséről megoszlanak a történészek véleményei, de valószínűsíthető hogy az észak-kínai Santung (Shandong) és Hopej (Hebei) tartományokra terjedt ki. Zsang Su-je (Rang Shuye)nek, Hajcsou (Haizhou) járás mandarinjának fennmaradt emlékiratai szerint a felkelést 1112-ben verték le egy tengerparti csatában. 
A történészek nagyjából megegyeznek abban, hogy Szung Csiang (Song Jiang) már a vezéri hatalom átvételekor tisztában volt azzal, mivel reális alternatívát nem tud nyújtani a középkori kínai társadalommal szemben, meg kell adnia magát. A Huang-ho (Huanghe)-kor történetei című krónikában az olvasható, hogy Szung Csiang (Song Jiang) meghódolása után magas katonai méltóságra emelkedett, és segédkezett a Fang La 方臘 / 方腊 vezette felkelés leverésében.

## Regény alakjaként
Szung Csiang (Song Jiang) alakja ihlette a híres kínai regény, a Vízparti történet hasonló nevű főhősének alakját. A regény 12. századi kínai legendákból áll össze, és végleges formáját a 16. század környékén nyerte el. Írójáról megoszlanak a vélemények, valószínűleg Si Naj-an (Shi Nai'an) írta nagy részét. A regény nagyrészt a felkelést beszéli el, erősen idealizált stílusban. A történet szerint Szung Csiang (Song Jiang) Jüncseng (Yuncheng) városának jegyzője, aki segít Csao Kaj (Chao Gai)nak, a liangsan (liangshan)i banditák későbbi vezérének a hatóság elől való menekvésben, majd később, miután meggyilkolja hűtlen feleségét Jen Po-hszi (Yan Boxi)t, száműzik egy távoli tartományba, majd kalandos úton a liangsan (liangshan) várba jut, a betyárok közé, akik megteszik második vezérüknek, majd, miután Csao Kaj (Chao Gai) egy csatában életét veszti, első vezérüknek. Szung Csiang (Song Jiang), vagy ahogy a regény nevezi, Szung Kung-ming (Song Gongming), a santungi (shandong) Jókorjött Eső 108 vezért és sok ezernyi betyárt gyűjt maga köré Liangsan (Liangshan)ban, ahol sikerrel állnak ellen a császári csapatok támadásainak, sőt, bevesznek egy-két nagyobb várost is. Majd, mikor a császár amnesztiát ajánl nekik, vezéreivel együtt megadja magát, és magas katonai rangot kap, valamint felkeléseket ver le. Később a császári miniszterek ármánykodása következtében megmérgezik, de halála után nagy rangra emelik.
A regény Szung Csiang (Song Jiang)ot, mint az igazság bajnokát ábrázolja. Bár – a regény többi hősével ellentétben – kiemelkedő fizikai erőt nem tulajdonít neki, igazságosságát követendő példának állítja. A regény előszavában utalás történik arra, hogy a 108 vezér tulajdonképpen 36 égi és 72 földi csillag megtestesülése, tehát sorsuk előre meg volt írva, példájukat követni ezért nem érdemes és nem is lehetséges. A „csillagsorsra” példa, hogy míg a liangsan (liangshan)i testvériség tartott, a vezérek gyakorlatilag „sérthetetlenek” voltak, ám a császárnak való meghódolás után, a Fang La elleni hadjáratban négyötödük odaveszett. A regény híven és érdekesen ábrázolja a középkori kínai társadalmat és néphiedelmeket.